# Sèrie Radeon HD 4000
La Radeon R700 és el nom en clau d'enginyeria d'una sèrie d'unitats de processament gràfic desenvolupada per Advanced Micro Devices amb la marca ATI. El xip de la fundació, amb el nom en clau RV770, es va anunciar i demostrar el 16 de juny de 2008 com a part de l'esdeveniment de llançament de la iniciativa FireStream 9250 i Cinema 2.0, amb el llançament oficial de la sèrie Radeon HD 4800 el 25 de juny de 2008. Altres variants inclouen RV790 orientat als entusiastes, el producte principal RV730, RV740 i RV710 d'entrada.
La seva competència directa va ser la sèrie GeForce 200 de NVIDIA, que es va llançar el mateix mes.

## Arquitectura
Aquest article tracta sobre tots els productes de la marca "Radeon HD 4000 Series". Tots els productes implementen la microarquitectura TeraScale 1.

### Unitats d'execució
El RV770 amplia l'arquitectura de shader unificada de l'R600 augmentant el nombre d'unitats de processament de flux a 800 unitats (des de les 320 unitats de l'R600), que s'agrupen en 10 nuclis SIMD compostos per 16 nuclis shader que contenen 4 FP MADD/DP ALU i 1 MADD. /ALU transcendental. El RV770 conserva el recompte de clúster 4 Quad ROP de l'R600, però són més ràpids i ara tenen una resolució AA dedicada basada en maquinari a més de la resolució basada en shader de l'arquitectura R600. El RV770 també té 10 unitats de textura, cadascuna de les quals pot gestionar 4 adreces, 16 mostres FP32 i 4 funcions de filtratge FP32 per cicle de rellotge.

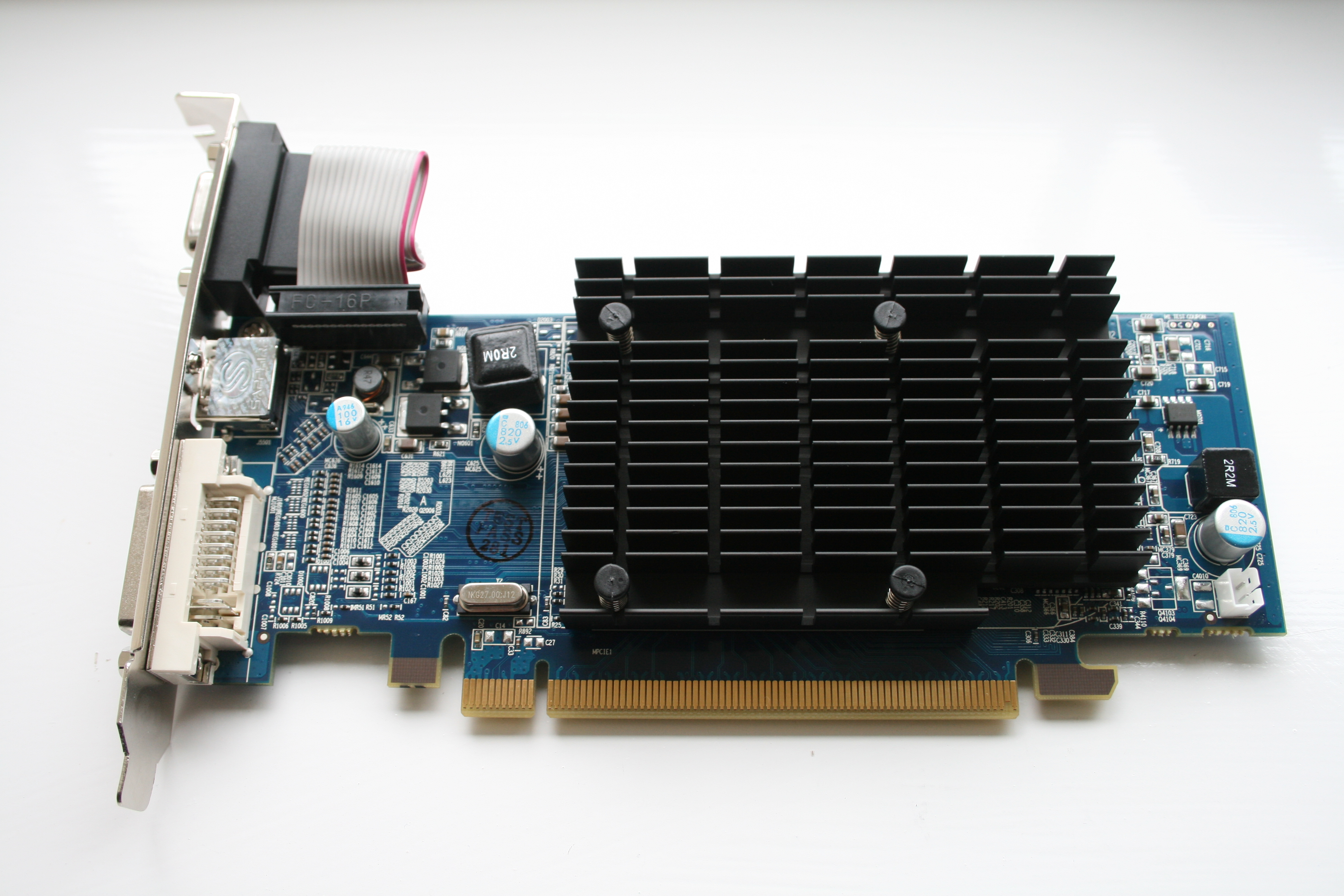
ATI Radeon HD 4550

### Acceleració de vídeo
El bloc SIP UVD 2.0-2.2 implementat a les matrius de tots els gpus d'escriptori de la sèrie Radeon HD 4000, la sèrie 48xx utilitza uvd 2.0, la sèrie 47xx-46xx-45xx-43xx utilitza uvd 2.2.
El suport està disponible per a Microsoft Windows a la versió, per a Linux amb Catalyst 8.10. El controlador gratuït i de codi obert requereix el nucli Linux 3.10 en combinació amb Mesa 9.1 (exposat a través del VDPAU àmpliament adoptat), que ofereix descodificació completa de maquinari MPEG-2, H.264/MPEG-4 AVC i VC-1 i el suport per a fluxos de vídeo duals, el processador de vídeo avançat (AVP) també va veure una actualització amb la capacitat d'augment de DVD i la funció de contrast dinàmic. La GPU de la sèrie RV770 també admet la sortida d'espai de color xvYCC i la sortida de so envoltant 7.1 (LPCM, AC3, DTS) per HDMI. La GPU RV770 també admet una funció de transcodificació accelerada de vídeo (AVT), que té funcions de transcodificació de vídeo assistides per la GPU, mitjançant el processament de flux.

### Millores en la interconnexió de la GPU

Arquitectura de comunicacions entre GPU R700

Aquesta generació de disseny de GPU dual manté l'ús d'un pont PCI Express, PLX PEX 8647 amb una dissipació de potència de 3,8 watts inclòs el suport PCI Express 2.0, permetent dues GPU a la mateixa ranura PCI Express amb una amplada de banda duplicada respecte a la generació passada. producte (Radeon HD 3870 X2). Les generacions posteriors de disseny de GPU dual també inclouen una interconnexió per a comunicacions entre GPU mitjançant la implementació d'un CrossFire X SidePort a cada GPU, donant 5 extra. Ample de banda inter-GPU full-duplex GB/s. Aquestes dues funcions augmenten l'amplada de banda total per als dissenys de GPU dual fins a 21,8 GB/s.

### OpenCL (API)
OpenCL accelera molts paquets de programari científics contra CPU fins a un factor 10 o 100 i més. Open CL 1.0 a 1.1 són compatibles amb tots els xips amb RV7xx.